# Cristina, Minas Gerais
Cristina este un oraș în unitatea federativă Minas Gerais (MG), Brazilia.